# Brynne Edelsten
Brynne Mariah Edelsten, de nacimiento Gordon (Shawnee, Oklahoma; 29 de enero de 1983), es una personalidad televisiva estadounidense.

## Biografía
Brynne se casó con Geoffrey Edelsten el 29 de noviembre de 2009 en el Crown Casino de Melbourne (Australia).
Brynne Edelsten apareció posteriormente en la undécima temporada de la edición australiana de Dancing with the Stars. Fue eliminada el 12 de junio de 2011. A mediados de 2012, Channel 7 confirmó que Edelsten tendría su propio reality show llamado Brynne: My Bedazzled Life. La primera serie se estrenó el 4 de octubre de 2012. En 2013, apareció en Celebrity Splash, un programa que sigue a los famosos mientras intentan dominar el arte del buceo.
En enero de 2014, se anunció que el matrimonio de los Edelsten había terminado. Brynne dijo que era incapaz de perdonar a "su marido obsesionado con la publicidad por un supuesto escarceo con otra mujer hace más de 18 meses" como motivo de la ruptura.
El programa de telerrealidad de Edelsten volvió para una segunda serie el 4 de agosto de 2014 con el nuevo título de Brynne: My Bedazzled Diary.
En mayo de 2021, Edelsten fue detenida y acusada de tráfico de drogas y de presuntas ganancias de delitos. Poco después, el 11 de junio, Geoffrey Edelsten fallecía en su apartamento de Melbourne a los 78 años de edad.
En abril de 2022, Brynne dio a luz a su primer hijo.